# Маленька червона сукня
«Маленька червона сукня»(англ. In Fabric) — британський комедійний фільм жахів, знятий Пітером Стріклендом за власним сценарієм з Меріанн Жан-Батист, Гейлі Сквайрс, Лео Біллом і Гвендолін Крісті в головних ролях.
Світова прем'єра стрічки відбулась на Міжнародному кінофестивалі в Торонто 13 вересня 2018 року. Показ у кінотеатрах розпочався 28 червня 2019 року в Великій Британії компанією Curzon Artificial Eye.

## Сюжет
Шейла — касир банку, яка нещодавно розлучилась, тепер живе разом зі своїм сином Вінсом. Боси Сташ та Клейв часто сварять її за незначні помилки в роботі та залякують новою подругою Вінса, Гвен. Для майбутнього побачення Шейла вирішує купити нову сукню. Продавець, міс Лакмур, переконує жінку купити саме червону. Під час побачення Шейли, Лакмур бере участь в дивних ритуалах з манекенами магазину.
Шейла помічає дивний висип на грудях після побачення. При спробі випрати сукню, пральна машина ламається, а Шейла травмує руку. В магазині Лакмур пестить манекен з вагіною, яка кровоточить, водночас містер Лунді спостерігає за цим і мастурбує. Шейла повертається в магазин, щоб купити сукню в іншому розмірі. Вона дізнається, що є тільки один, а модель, яка позувала для каталогу була вбита після примірки. На побаченні з новим шанувальником червона сукня намагається вбити Шейлу. На прогулянці на пару нападає собака, який кусає жінку за ногу та рве одяг на шматки.
Пізніше того ж дня Вінс повертається додому з цілою сукнею. Почувши, як сукня переміщається в шафі, Шейла намагається повернути її в магазин, але Лакмур відмовляє. Вона вирішує віддати її на благодійність, як вчинила з одягом матері після смерті. Однак на шляху раптово з'являється манекен і падає, вбивши Шейлу.
Сукня потрапляє до Рега Спікса, майстра з ремонуту пральних машин, який заручений з Бабс. Чоловік постійно вислуховує нападки свого боса за найдрібніші помилки. Бабс подобається сукня, однак дивується як сукня може підходити їм обом. Сукня ламає їхню пральну машину, а Рега звільняють. Він не говорить про це Бабс, яка переживає через раптову смерть їхньої канарки, яку вбила сукня.
Рег іде в банк, де працювала Шейла, щоб отримати кредит. Він розповідає Стешу та Клейву про дивний сон, у якому Бабс народила дитину-демона. Рег повертається додому і гіпнотизується телевізійною рекламою універмагу, в якому в той час знаходилась Бабс. Вона одягає сукню, занепокоєний цим фактом, Лакмур виганяє її. Тим часом сукня посприяла смерті Рега від отруєння чадним газом. Бабс згадує сон, в якому вона була моделлю для всіх суконь в каталозі, але худла та худла, а сукні ставали все більшими, а після смерті її поховали в магазині консультанти. Бабс йде приміряти сукню. Незабаром починається бійка, яка швидко перетворюється на грабіж.
Сукня загоряється, пожежа швидко поширюється по всьому магазину. Примірочна стає для Бабс пасткою, з якої вона не змогла вибратись живою. Лакмур забігає в ліфт, де був розчленований манекен. Вона бачить мертву модель магазину, Шейлу, Рега і Бабс, яка зшивала сукню нитками, зроблених з їх крові. Пожежник дивиться на зруйнований магазин та знаходить неушкоджену сукню серед уламків.

## У ролях
| Актор                | Роль         |
| -------------------- | ------------ |
| Меріанн Жан-Батист   | Шейла        |
| Гейлі Сквайрс        | Бабс         |
| Лео Білл             | Рег Спікс    |
| Гвендолін Крісті     | Гвен         |
| Джуліан Барратт      | Стеш         |
| Стів Орам            | Клейв        |
| Баррі Адамсон        | Зак          |
| Джейганн Аєх         | Вінс         |
| Річард Бреммер       | містер Лунді |
| Террі Берд           | Браян        |
| Фатма Мохамед        | міс Лакмур   |
| Сідсе Бабетт Кнудсен | Джилл        |

## Виробництво
У вересні 2017 року було оголошено, що Меріанн Жан-Батист приєдналася до акторів фільму режисера та сценариста Пітера Стрікленда. Енді Старк став продюсером фільму, Ієн Бенсон, Ліззі Франк, Роуз Гарнетт, Стівен Келієр, Патрік Гоусон, Філ Гант і Комптон Росс — виконавчими продюсерами від Blue Bear Rook Films, Bankside Films , BBC Films і Британського інституту кінематографії відповідно. У листопаді 2017 року Гейлі Сквайрс, Джуліан Барратт, Гвендолін Крісті, Лео Білл, Стів Орам, Фатьма Мохамед, Джейганн Аєх і Річард Бреммер отримали ролі.

## Випуск
У березні 2018 року Curzon Artificial Eye придбав права на поширення фільму у Великій Британії. Світова прем'єра стрічки відбулась на Міжнародному кінофестивалі в Торонто 13 вересня 2018 року. Незабаром після цього компанія A24 отримала права на поширення її у США.

## Сприйняття

### Критика
Фільм «Маленька червона сукня» отримав загальне визнання від кінокритиків. На сайті Rotten Tomatoes він має 96 % на основі 48 відгуків з середньозваженим показником 7,67/10. Критичний консенсус на сайті говорить: «Маленька червона сукня — привабливий витнчений джалло, який плете сюрреалістичне заклинання, змішуючи стильний жах і темну комедію, щоб запропонувати глядачеві захоплююче задоволення». На Metacritic фільм має рейтинг 86 з 100 на основі 9 відгуків критиків, що вказує на «загальне визнання».

### Номінації та нагороди
| Нагороди та номінації фільму «Маленька червона сукня» | Нагороди та номінації фільму «Маленька червона сукня» | Нагороди та номінації фільму «Маленька червона сукня» | Нагороди та номінації фільму «Маленька червона сукня» | Нагороди та номінації фільму «Маленька червона сукня» | Нагороди та номінації фільму «Маленька червона сукня» |
| Рік                                                   | Кінофестиваль/кінопремія                              | Категорія/нагорода                                    | Номінант                                              | Результат                                             |                                                       |
| ----------------------------------------------------- | ----------------------------------------------------- | ----------------------------------------------------- | ----------------------------------------------------- | ----------------------------------------------------- | ----------------------------------------------------- |
| 2018                                                  | Лондонський кінофестиваль                             | Найкращий фільм                                       | Пітер Стрікленд                                       | Номінація                                             |                                                       |
| 2018                                                  | Міжнародний кінофестиваль у Мар-дель-Плата            | Найкращий фільм                                       | Пітер Стрікленд                                       | Перемога                                              |                                                       |
| 2018                                                  | Міжнародний кінофестиваль у Мар-дель-Плата            | Найкращий монтаж                                      | Матяш Фекете                                          | Номінація                                             |                                                       |
| 2018                                                  | Міжнародний кінофестиваль у Мар-дель-Плата            | Найкращий фільм (міжнародне змагання)                 | Пітер Стрікленд                                       | Номінація                                             |                                                       |
| 2018                                                  | Міжнародний кінофестиваль у Сан-Себастьяні            | «Золота мушля»                                        | Пітер Стрікленд                                       | Номінація                                             |                                                       |
| 2019                                                  | «Фанташпорту»                                         | Спеціальний приз журі                                 | Пітер Стрікленд                                       | Перемога                                              |                                                       |
| 2019                                                  | Гетеборзький кінофестиваль                            | «Дракон» (міжнародне змагання)                        | Пітер Стрікленд                                       | Номінація                                             |                                                       |
| 2019                                                  | Стамбульський міжнародний кінофестиваль               | «Золотий тюльпан»                                     | Пітер Стрікленд                                       | Номінація                                             |                                                       |